# Timo Brauer
Timo Brauer (Essen, 30 maggio 1990) è un calciatore tedesco, centrocampista dello Schonnebeck.

## Carriera
Dal 2014 al 2016 ha militato nel Grödig, formazione della massima serie austriaca, con il quale ha anche fatto il suo esordio nelle coppe europee, giocando 4 partite nei turni preliminari della UEFA Europa League 2014-2015.

## Statistiche

### Presenze e reti nei club
Statistiche aggiornate al 13 dicembre 2021.
| Stagione                  | Squadra                   | Campionato                | Campionato | Campionato | Coppe nazionali | Coppe nazionali | Coppe nazionali | Coppe continentali | Coppe continentali | Coppe continentali | Altre coppe | Altre coppe | Altre coppe | Totale | Totale |
| Stagione                  | Squadra                   | Comp                      | Pres       | Reti       | Comp            | Pres            | Reti            | Comp               | Pres               | Reti               | Comp        | Pres        | Reti        | Pres   | Reti   |
| ------------------------- | ------------------------- | ------------------------- | ---------- | ---------- | --------------- | --------------- | --------------- | ------------------ | ------------------ | ------------------ | ----------- | ----------- | ----------- | ------ | ------ |
| 2009-2010                 | Rot-Weiss Essen           | RL                        | 16         | 0          |                 | -               | -               |                    | -                  | -                  |             | -           | -           | 16     | 0      |
| 2010-2011                 | Rot-Weiss Essen           | NRW-Liga                  | 29         | 10         |                 | -               | -               |                    | -                  | -                  |             | -           | -           | 29     | 10     |
| 2011-2012                 | Rot-Weiss Essen           | RL                        | 33         | 6          | CG              | 2               | 1               |                    | -                  | -                  |             | -           | -           | 36     | 7      |
| Totale Rot-Weiss Essen    | Totale Rot-Weiss Essen    | Totale Rot-Weiss Essen    | 78         | 16         |                 | 2               | 1               |                    | -                  | -                  |             | -           | -           | 80     | 17     |
| 2012-2013                 | Alemannia Aquisgrana      | 3L                        | 28         | 0          | CG              | 1               | 0               |                    | -                  | -                  |             | -           | -           | 29     | 0      |
| 2013-2014                 | Amburgo II                | RL                        | 26         | 1          |                 | -               | -               |                    | -                  | -                  |             | -           | -           | 26     | 1      |
| 2014-2015                 | Grödig                    | BL                        | 34         | 0          | CA              | 3               | 0               | UEL                | 4                  | 0                  |             | -           | -           | 41     | 0      |
| 2015-2016                 | Grödig                    | BL                        | 30         | 2          | CA              | 1               | 0               |                    | -                  | -                  |             | -           | -           | 31     | 2      |
| Totale Grödig             | Totale Grödig             | Totale Grödig             | 64         | 2          |                 | 4               | 0               |                    | 4                  | 0                  |             | -           | -           | 72     | 2      |
| 2016-2017                 | Rot-Weiss Essen           | RL                        | 30         | 1          | CG              | 1               | 0               |                    | -                  | -                  |             | -           | -           | 31     | 1      |
| 2017-2018                 | Rot-Weiss Essen           | RL                        | 33         | 1          | CG              | 1               | 0               |                    | -                  | -                  |             | -           | -           | 34     | 1      |
| 2018-2019                 | Rot-Weiss Essen           | RL                        | 32         | 2          |                 | -               | -               |                    | -                  | -                  |             | -           | -           | 32     | 2      |
| Totale Rot-Weiss Essen    | Totale Rot-Weiss Essen    | Totale Rot-Weiss Essen    | 95         | 4          |                 | 2               | 0               |                    | -                  | -                  |             | -           | -           | 97     | 4      |
| 2019-2020                 | Sportfreunde Lotte        | RL                        | 21         | 3          |                 | -               | -               |                    | -                  | -                  |             | -           | -           | 21     | 3      |
| 2020-2021                 | Sportfreunde Lotte        | RL                        | 34         | 3          |                 | -               | -               |                    | -                  | -                  |             | -           | -           | 34     | 3      |
| 2021-2022                 | Sportfreunde Lotte        | RL                        | 18         | 2          | CG              | 1               | 1               |                    | -                  | -                  |             | -           | -           | 19     | 3      |
| Totale Sportfreunde Lotte | Totale Sportfreunde Lotte | Totale Sportfreunde Lotte | 73         | 8          |                 | 1               | 1               |                    | -                  | -                  |             | -           | -           | 74     | 9      |
| Totale carriera           | Totale carriera           | Totale carriera           | 364        | 31         |                 | 10              | 2               |                    | 4                  | 0                  |             | -           | -           | 378    | 33     |